# زين الدين فرحات
زين الدين فرحات (مواليد 1 مارس 1993) هو لاعب كرة قدم جزائري يجيد اللعب كلاعب وسط يلعب حاليا مع فريق نادي ألانيا سبور التركي ومنتخب الجزائر.

## مسيرته الكروية
لعب زين الدين فرحات خلال مسيرته الاحترافية مع 3 أندية في تسعة مواسم وسجل خلالها 21 هدفًا ضمن 236 مباراة. حيث فاز في موسم واحد بالكأس وفي موسمين بالدوري.
خاض زين الدين فرحات مسيرته مع نادي اتحاد الجزائر في موسم 2011–12 ليلعب معه خمسة مواسم، مشاركًا في 106 مباراة سجل خلالها 6 أهداف. ثم انتقل إلى نادي لوهافر في موسم 2016–17 واستمر معه طيلة ثلاثة مواسم، حيث شارك في 104 مباراة سجل خلالها 12 هدفًا. لينتقل بعدها إلى نادي نيم أولمبيك في موسم 2019–20 لمدة موسم واحد، مشاركًا في 26 مباراة سجل خلالها 3 أهداف.

## روابط خارجية
- زين الدين فرحات profile at DZFoot.com (بالفرنسية)
- زين الدين فرحات على موقع اتحاد تركيا (لاعب) (الإنجليزية)
- زين الدين فرحات على موقع قاعدة بيانات كرة القدم.إي يو (الإنجليزية)
- زين الدين فرحات على موقع ليكيب (الفرنسية)
- زين الدين فرحات على موقع ناشيونال فوتبول تيمز (الإنجليزية)
- زين الدين فرحات على موقع Soccerway.com (الإنجليزية)
- زين الدين فرحات على موقع عالم كرة القدم.نت (الإنجليزية)
- زين الدين فرحات على موقع كووورة